# Ambrogio Morelli
Ambrogio Enrico Morelli (Nerviano, Província de Milão, 4 de dezembro de 1905 - Nerviano, 10 de outubro de 2000) foi um ciclista italiano que foi profissional entre 1929 e 1938. Nestes anos conseguiu 12 vitórias, destacando duas etapas do Tour de France e uma do Giro d'Italia.

## Palmarés
- 1929
  - 1º nos Três Vales Varesinos
  - 1º na Targa-Legnano
  - 1º na Milão-Sestri
  - 1º na Copa Pomini
  - 1º na Copa Giombini
- 1930
  - 1º no Giro do Piamonte
  - 1º no Giro de Úmbria
- 1931
  - Vencedor de uma etapa no Giro d'Italia
- 1933
  - Vencedor de uma etapa da Volta à Catalunha
- 1935
  - Vencedor de duas etapas no Tour de France

## Resultados em Grandes Voltas
Durante a sua carreira desportiva tem conseguido os seguintes postos nas Grandes Voltas:
| corrida         | 1929 | 1930 | 1931 | 1932 | 1933 | 1934 | 1935 | 1936 | 1937 | 1938 |
| --------------- | ---- | ---- | ---- | ---- | ---- | ---- | ---- | ---- | ---- | ---- |
| Giro d'Italia   | 10ª  | 4º   | 8ª   | 26ª  | 20ª  | 19ª  | 10ª  | 7º   | 9º   | Ab.  |
| Tour de France  | -    | -    | -    | Ab.  | -    | 6º   | 2º   | -    | -    | -    |
| Volta a Espanha | X    | X    | X    | X    | X    | X    | -    | -    | X    | X    |

-: não participa

Ab.: abandono

A Volta a Espanha celebra-se a partir de 1935.